# 愛しのリナ
愛しのリナ（いとしのリナ）は、小室哲哉によって作曲された作品。

## 概要
小室哲哉提供楽曲一覧では一番古い。1980年7月21日に東芝EMIから発売。
1999年5月25日に発売されたテクノ歌謡コレクション東芝編　「デジタラブ」に収録されている。
2018年6月27日に小室哲哉の引退を記念して発売された厳選された114曲のCDに収録されている。